# Franz-Josef Overbeck
Franz-Josef Overbeck (Marl, 19 de junho de 1964) é um teólogo católico romano. Ele é desde 2009 bispo de Essen e desde 2011 bispo militar da Bundeswehr.

## Família
Franz-Josef Overbeck vem de uma família comprovada desde a família camponesa 1320 em Marl-Drewer do casamento de Annette e Hans-Josef Overbeck. Ele tem uma irmã.
Seu pai Hans-Josef foi o dono da Old Distillery Overbeck em Marl, fundada em 1895 .

## Vida
Franz-Josef Overbeck estudou depois de se formar no ensino médio em 1983 no Geschwister-Scholl-Gymnasium em Marl, dois primeiros semestres de filosofia e teologia católica na Westfälische Wilhelms-Universität em Münster. Em 1984 mudou-se para Roma para o Collegium Germanicum et Hungaricum e completou seus estudos em teologia e filosofia em 1990 como licenciado na Pontifícia Universidade Gregoriana. Em 10 de outubro de 1989, recebeu na Igreja de Santo Inácio de Loyola em Campo Marzio em Roma pelo Dom Joseph Cardeal Ratzinger o sacramento da ordenação para a Diocese de Münster.
De 1990 a 1994, Overbeck trabalhou como capelão em Haltern. Em 1994 ele se tornou o vigário e reitor da residência estudantil alemã em Munster. Foi liberado pelo bispo Reinhard Lettmann para prosseguir seus estudos acadêmicos; em 2000, na Universidade de Münster, obteve seu doutorado com uma tese sobre "Deus na antropologia e na teologia trinitária", depois tornou-se diretor do Instituto de Diaconato e Pastoral, também na diocese de Münster, como comissário episcopal para o diaconato permanente. Em 2002, foi nomeado assistente eclesiástico da Comunidade de Vida Cristã. Entre 2002/03, conseguiu superar um câncer.

### Bispo auxiliar em Münster
Em 18 de julho de 2007, o Papa Bento XVI o nomeou bispo titular de Mathara na Numídia e Bispo Auxiliar de Münster. A consagração episcopal ocorreu em 1 de setembro de 2007, pelo bispo de Münster, Reinhard Lettmann; os co-consagradores foram o bispo de Aachen, Heinrich Mussinghoff, e o bispo auxiliar Friedrich Ostermann. Overbeck adotou como lema episcopal Magnificat anima mea dominum ("A minha alma louva a grandeza do Senhor"), das palavras de abertura do Magnificat.
Em 29 de março de 2008, o capítulo da catedral de Münster o escolheu para ser o administrador diocesano durante a sede vacante, depois do Papa Bento XVI aceitar a aposentadoria de Lettmann com efeitos a partir de 28 de março de 2008. Permaneceu nesse cargo até a inauguração do bispo Felix Genn em 29 de março de 2009.

### Bispo de Essen
Em 28 de outubro de 2009 - após a eleição pelo Capítulo da Catedral de Essen - Overbeck foi nomeado pelo Papa Bento XVI como bispo da diocese de Essen. Ele é o quarto bispo da diocese e sucessor de Felix Genn. Sua solene inauguração ocorreu no quarto domingo de Advento, 20 de dezembro de 2009, na Catedral de Essen.
O bispo de Essen também é conhecido como o bispo do Ruhr. A partir de 2009 até a nomeação de Stefan Oster como bispo de Passau em 2014, ele era o mais novo bispo diocesano alemão.

### Bispo Militar
Papa Bento XVI nomeou ele em 24 de fevereiro de 2011 como o bispo militar da Bundeswehr.

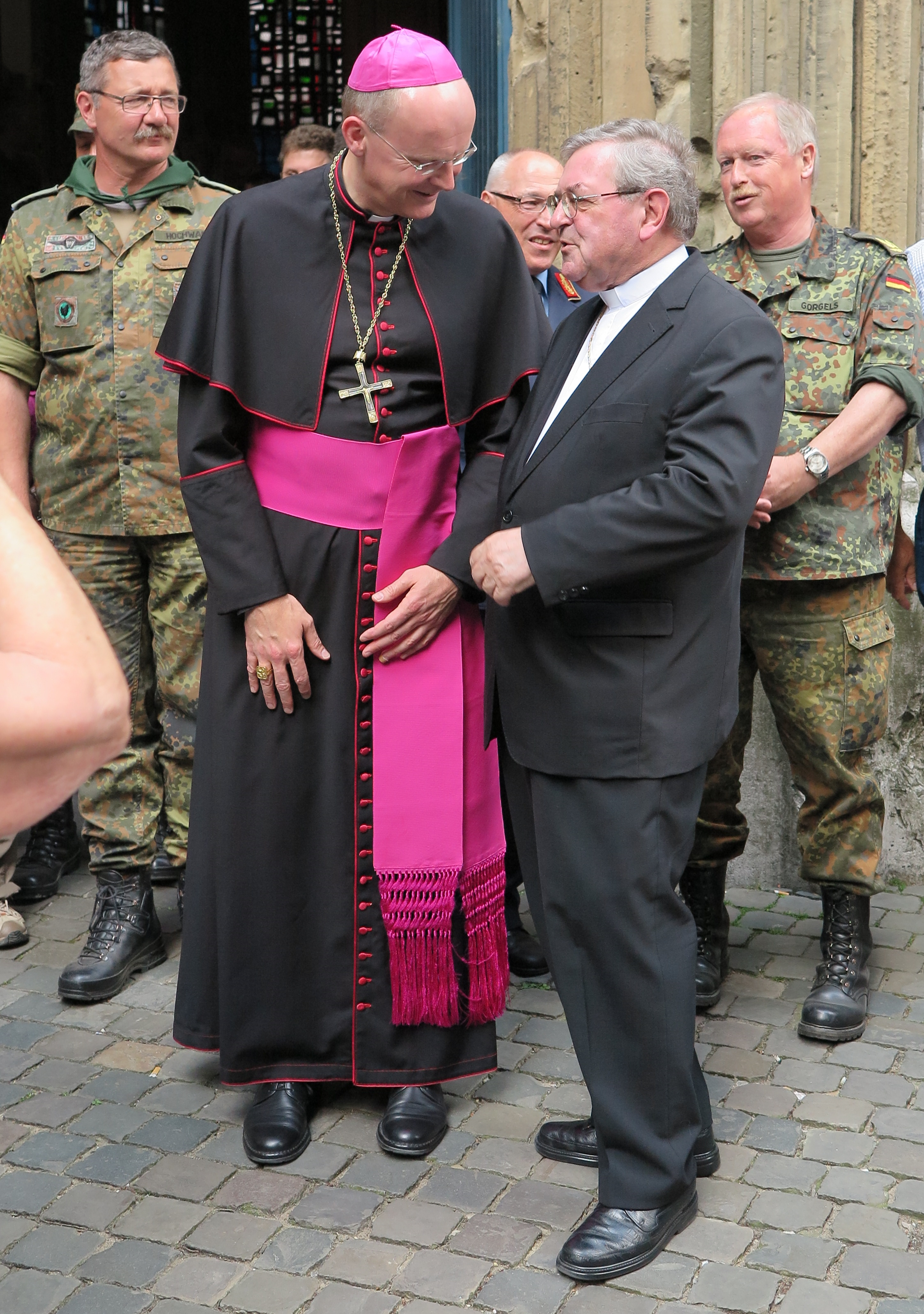
Franz-Josef Overbeck (2014)

## Escritórios diocesanos

### Conferência Episcopal Alemã
Como membro da Conferência Episcopal Alemã, Bispo Overbeck pertence às seguintes comissões:
- Comissão doutrinal
- Comissão de Questões Sociais e Sociais (Presidente)
- Comissão da Igreja Mundial
- Subcomissão para a América Latina (em particular ADVENIAT) (Presidente)

Na posição de presidente da Subcomissão para a América Latina e, portanto, no foco especial da ação episcopal ADVENIAT, ele também é chamado Adveniatbischof.

### Cúria Romana
- Pontifícia Comissão para a América Latina (confirmado em 2014)[10]
- Pontifício Conselho para a Cultura (nomeado em 2014)[11]

### Outro
Em 2010, Franz-Josef Overbeck foi nomeado pelo arcebispo Robert Zollitsch em nome do Papa Bento XVI como assistente da Igreja para a Centesimus Annus Pro Pontífice (CAPP) na Alemanha.
Em 2018, sucedeu ao cardeal Reinhard Marx como delegado da Conferência Episcopal Alemã na Comissão das Conferências Episcopais da União Europeia (ComECE) e foi eleito um dos quatro vice-presidentes em março de 2018. Ele ocupou esses cargos até 2023.
O Bispo Overbeck participou nas reuniões do Sínodo Mundial em outubro de 2023 e outubro de 2024 em Roma como representante dos bispos alemães.

## Posições
Entre outras coisas, representou ou representa as seguintes posições:

### Religião e política
Overbeck atribui grande importância a uma vida espiritual que ele acredita que precisa de muita disciplina. Ele enfatiza a crescente importância do acompanhamento das pessoas pelos trabalhadores pastorais.
Em um comunicado publicado em março de 2010, que Overbeck assinou, as dioceses de Münster e Essen, a Igreja Protestante Renana e da Westfália, criticaram a apropriação dos cristãos pelo movimento civil extremadamente direitista pró-NRW. Eles deixaram claro que não concordaram com uma proibição de minaretes em nome da liberdade religiosa.
Em agosto de 2011, Overbeck falou contra uma rápida retirada do Bundeswehr do Afeganistão: “Não podemos simplesmente deixar o país de uma forma radicalmente pacifista. Não devemos deixar as pessoas entregues a si mesmas e a uma ordem inexistente."
Em 2012, Overbeck disse em um discurso à delegação alemã na peregrinação militar em Lourdes, entre outras coisas: "Sem religião e sem a prática da religião, não há humanidade". A Fundação Giordano Bruno o criticou em uma carta aberta para o ministro da Defesa, pois estaria indiretamente negando que pessoas não-religiosas não são seres humanos.
No início de novembro de 2015, a declaração de Overbeck sobre a política de refugiados, que ele fez em uma discussão com o presidente do SPD, Sigmar Gabriel, causou “fortes críticas”. O bispo rejeitou as chamadas zonas de trânsito para refugiados nas fronteiras da Alemanha, propostas principalmente por políticos da CDU e CSU, e disse que os refugiados devem sentir-se como se estivessem em campos de concentração.Poucos dias depois, Overbeck falou de uma “comparação inadequada” e pediu desculpas.
Depois que o presidente russo, Vladimir Putin, iniciou uma guerra com a Ucrânia em 24 de fevereiro de 2022, o bispo Overbeck afirmou que “o ataque à Ucrânia deve ser condenado nos termos mais fortes possíveis”. Ele apelou à oração pelo povo da Ucrânia e pela paz. Em resposta ao ataque da Rússia à Ucrânia, o Chanceler Olaf Scholz anunciou que forneceria 100 mil milhões de euros para armar a Bundeswehr. Overbeck saudou o projeto. “Estamos confrontados com uma situação completamente diferente em termos de política de segurança, que precisa de ser tida em conta em vários aspectos. Isto também inclui equipar os soldados da Bundeswehr da melhor maneira possível para o seu serviço responsável”.

### Homossexualidade
Sobre o tema da homossexualidade, Overbeck expressou em 11 de abril de 2010, para o talk-show de Anne Will: “Então também sabemos, e isso faz parte da penitência da igreja, que existem pecadores entre essas pessoas, assim como existem em outros lugares. Há arrependimento para isso. Praunheim: Ser gay não é pecado.] Isso é um pecado, [que] sabemos muito clara e inequivocamente que é. [Praunheim: ... claro...] Isso contradiz a natureza. A natureza humana foi projetada para a coexistência de homens e mulheres."
Em uma conversa com o ex-ministro federal da Saúde, Andrea Fischer, em 9 de junho de 2010, na Catedral de Essen, Overbeck admitiu que ele deveria ter falado de atos homossexuais como um pecado e não como disposição. Em 2 de setembro de 2010, o bispo Overbeck disse em uma reunião com o Fórum de Lésbicas e Gays de Essen (FELS) que não era sua intenção “discriminar pessoas homossexuais de forma alguma”.
Em outro lugar, ele comentou no Süddeutsche Zeitung: “Eu disse aquilo de que a Igreja Católica está convencida: praticar a homossexualidade é objetivamente pecaminoso, mesmo que as pessoas homossexuais devam ser tratadas com respeito. […] É por isso que não sinto pena da minha posição, mas não espero qualquer pena de mim mesmo se for criticado."
Num artigo para o Herder Korrespondenz em janeiro de 2019, Overbeck apelou a uma nova atitude da Igreja Católica para com os homossexuais no sentido de uma “despatologização” para que “a partir de um conhecimento mais profundo sobre a sexualidade humana, possam ser superados os preconceitos do passado, que ainda hoje têm consequências fatais”; cada pessoa pode “entrar em relações interpessoais extremamente respeitosas e amorosas”. O Bispo enfatizou que era errado limitar o acesso ao sacerdócio apenas aos homens heterossexuais e que era “absolutamente absurdo” afirmar que o problema do abuso sexual poderia ser resolvido excluindo os homens homossexuais do sacerdócio.
Em outubro de 2019, ele se desculpou pela postura que assumiu com Anne Will no programa de 2010 e disse que via a homossexualidade de forma diferente hoje. Depois que a Congregação para a Doutrina da Fé proibiu a bênção de casais homossexuais em 2021, ele apelou publicamente a uma abordagem “séria e profundamente apreciativa” por parte da Igreja em relação aos gays e lésbicas. Não deve sucumbir às “tentações fundamentalistas”, mas deve esforçar-se “com todo o apreço pela evidência escrita, pelo magistério e pela tradição – para traduzir os sinais dos tempos”. Numa entrevista de rádio no WDR 5 ele reiterou sua posição. Quando questionado: “Por exemplo, se um padre na sua diocese abençoa um casal homossexual, então você definitivamente não o disciplinará por isso, ele respondeu: “Eu não farei isso, não”. Não vou suspendê-lo ou impor-lhe outras punições eclesiásticas por causa disso."
Em dezembro de 2022, Overbeck explicou que os pais das famílias arco-íris também podem ser bons pais.

### Ministério sacerdotal
Em outubro de 2019, sobre a questão da admissão de mulheres nos ministérios ordenados, comentou que, na sua experiência, a grande maioria já não entendia a justificação para a exclusão das mulheres com base na vontade de Jesus.
Em dezembro de 2019, Overbeck endossou isenções do celibato para padres da Igreja Católica Romana.

### Pandemia
Em maio de 2020, Overbeck manifestou -se a favor do exercício da solidariedade em relação à pandemia de COVID-19. A respeito de uma carta de um grupo liderado pelo Arcebispo Carlo Maria Viganò, que alertava que a pandemia deveria ser usada para criar um “governo mundial” “fora de todo controle” e que a luta contra o vírus pretendia servir de “pretexto para apoiar as intenções pouco claras de entidades supranacionais”, Overbeck falou de um “posicionamento daqueles populistas e outros teóricos da conspiração que querem ver todos os esforços para conter a pandemia como um pretexto para estabelecer uma odiosa tirania tecnocrática e destruir a civilização cristã” claramente pela Igreja – “não importa quem o formule".

## Honras e Prêmios
- 2008 - Nomeação como Grande Oficial da Ordem Equestre do Santo Sepulcro de Jerusalém pelo Grão-Mestre John Patrick Cardeal Foley[42]
- 2011 - Nomeação como cônego honorário no capítulo da Catedral Alta em Münster[43]
- 2012 - Membro Honorário da KDStV Nordmark Essen em Cartellverband der katholischen deutschen Studentenverbindungen (CV)[44]
- 2013 - Membro honorário da AV Alsatia Münster em CV
- 2014 - Membro honorário da KDStV Elbmark Duisburg em CV

## Obras
- Der gottbezogene Mensch. Eine systematische Untersuchung zur Bestimmung des Menschen und zur „Selbstverwirklichung“ Gottes in der Anthropologie und Trinitätstheologie Wolfhart Pannenbergs. In: Münsterische Beiträge zur Theologie. Band 59. Aschendorff, Münster 2000, ISBN 978-3-402-03964-9. (Dissertação).
- com Franz-Xaver Kaufmann e Karl Lehmann: Freude und Hoffnung – Die Kirche in der Welt von heute und die Aktualität des Konzils. Matthias Grünewald Verlag, Ostfildern 2017, ISBN 978-3-7867-4005-6.
- Konstruktive Konfliktkultur – Friedensethische Standortbestimmung des Katholischen Militärbischofs für die Deutsche Bundeswehr. Herder, Freiburg 2019, ISBN 978-3-451-38567-4.